# سیاست انرژی در کانادا

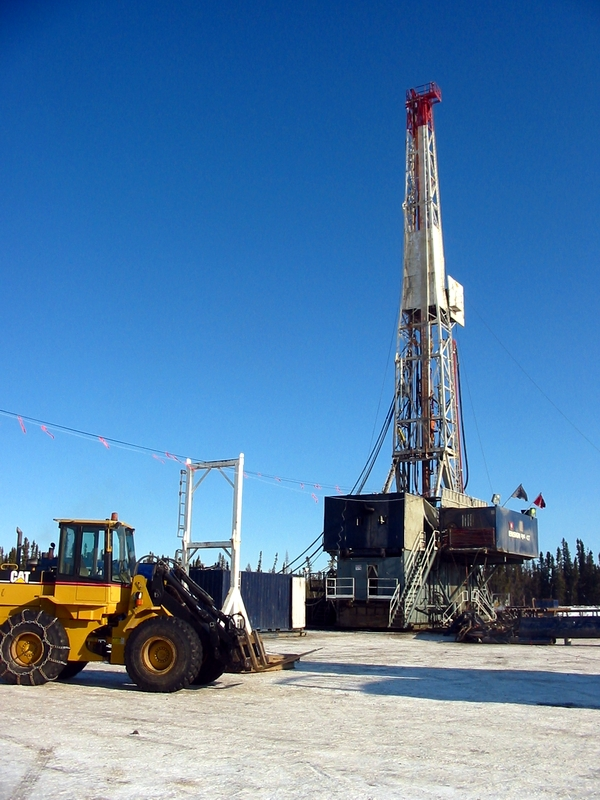
دکل حفاری در شمال آلبرتا

کانادا پنجمین تولیدکننده انرژی در جهان است که حدود ۶٪ از مصرف انرژی در سرتاسر جهان است. کانادا هم‌چنین بزرگترین تولیدکنننده اورانیوم طبیعی جهان است که حدود یک سوم مصرف جهان را تشکیل می‌دهد. در زمینه نیروی برق‌آبی نیز کانادا پس از چین بزرگترین تولیدکننده برق از این روش است.

این کشور تولیدکننده مهم نفت، گاز طبیعی و زغال‌سنگ در سطح جهان است، تنها کشورهای روسیه، چین، آمریکا و عربستان در مجموع انرژی بیشتری نسبت به کانادا تولید می‌کنند.
ایالات متحده آمریکا بزرگترین شریک تجاری کانادا در زمینه محصولات و خدمات انرژی است. حدود ۹۸٪ صادرات انرژی کانادا به آمریکا است، کانادا هم‌چنین صادرکننده مقادیر قابل توجهی از زغال سنگ و اورانیوم به اروپا، آسیا و آمریکای لاتین است.

## آمار پایه
| انرژی در کانادا                        | انرژی در کانادا | انرژی در کانادا | انرژی در کانادا | انرژی در کانادا | انرژی در کانادا | انرژی در کانادا |
|                                        | سرانه           | انرژی اولیه     | تولید           | صادرات          | انرژی الکتریکی  | CO2-انتشار      |
|                                        | میلیون          | ترا وات ساعت    | ترا وات ساعت    | ترا وات ساعت    | ترا وات ساعت    | میلیون تن       |
| -------------------------------------- | --------------- | --------------- | --------------- | --------------- | --------------- | --------------- |
| ۲۰۰۴                                   | ۳۱٫۹۵           | ۳٬۱۲۹           | ۴٬۶۲۳           | ۱٬۵۵۸           | ۵۴۹             | ۵۵۱             |
| ۲۰۰۷                                   | ۳۲٫۹۸           | ۳٬۱۳۳           | ۴٬۸۰۵           | ۱٬۷۴۲           | ۵۶۰             | ۵۵۷             |
| ۲۰۰۸                                   | ۳۳٫۳۳           | ۳٬۱۰۳           | ۴٬۷۳۸           | ۱٬۶۸۳           | ۵۶۸             | ۵۵۱             |
| ۲۰۰۹                                   | ۳۳٫۷۴           | ۲٬۹۵۵           | ۴٬۵۳۳           | ۱٬۶۴۵           | ۵۲۲             | ۵۲۱             |
| ۲۰۱۰                                   | ۳۴٫۱۱           | ۲٬۹۲۹           | ۴٬۶۲۷           | ۱٬۷۴۱           | ۵۱۶             | ۵۳۶             |
| ۲۰۱۲                                   | ۳۴٫۴۸           | ۲٬۹۲۹           | ۴٬۷۵۷           | ۱٬۸۴۳           | ۵۶۶             | ۵۳۰             |
| تغییرات ۲۰۰۴–۱۰                        | ۶٫۸٪            | ۶٫۴٪-           | ۰٫۱٪            | ۱۱٫۷٪           | ۵٫۹٪-           | ۲٫۶٪-           |
| میلیون تن نفت خام = ۱۱٫۶۳ ترا وات ساعت |                 |                 |                 |                 |                 |                 |

## چارچوب قانونی
در نظام فدرالی کانادا مسئولیت بخش انرژی بین دولت فدرال و استان‌ها و قلمروها تقسیم شده است. دولت‌های استانی حق رسیدگی به اکتشاف، توسعه، حفاظت و مدیریت منابع انرژی تجدید ناپذیر و هم‌چنین تولید برق را بر عهده دارند در حالی‌که دولت فدرال صلاحیت رسیدگی به مقررات تجارت درون‌استانی و بین‌المللی و نیز مدیریت منابع تجدیدناپذیر در سرزمین‌های فدرال را دارا است.

### مقررات فدرال
انجمن ملی انرژی یک سازمان مستقل تنظیم مقررات فدرال است که مقررات حاکم بر صنایع انرژی کانادا را تنظیم می‌کند. انجمن ملی انرژی کانادا در سال ۱۹۵۹ تشکیل شد و از طریق وزیر منابع طبیعی به پارلمان کانادا گزارش‌های لازم را ارائه می‌دهد. مسئولیت‌های اولیه این سازمان عبارتند از:
- خطوط انتقال برق و لوله‌های نفت و گاز بین‌المللی و بینااستانی
- صادرات و واردات گاز طبیعی با مجوزهای بلند مدت و سفارش‌های کوتاه مدت
- صادرات نفت تحت مجوز بلند مدت و سفارش‌های کوتاه مدت
- مناطق مرزی و دریایی تحت مقررات توافقی بین دولت فدرال و استان‌ها و قلمروها نیست.

### مقررات استانی
مقررات استانی در خصوص فعالیت‌های نفت و گاز طبیعی، خط لوله و سیستم‌های توزیع برق تحت نظارت موسسات خدمات عمومی استانی وضع می‌شود. استان‌ها حق امتیاز و مالیات نفت و
گاز طبیعی را مشخص می‌کنند و مسئولیت ارائه مشوق‌های حفاری و کمک‌های مالی و مجوز برای ساخت و راه‌اندازی تجهیزات را بر عهده دارند.